# Elsa Bloodstone
Elsa Bloodstone è un personaggio dei fumetti statunitensi creato da Dan Abnett, Andy Lanning e Michael Lopez, pubblicato dalla Marvel Comics che ha debuttato nel dicembre 2001 nell'omonima mini-serie Bloodstone scritta dai suoi creatori in cui vengono spiegate le sue origini. È una giovane cacciatrice di mostri con una caratterizzazione simile a quella di Buffy l'Ammazzavampiri, ma quando venne chiesto come mai questa similitudine, gli autori dichiararono che nessuno di loro ha mai visto un episodio della serie di Buffy.

## Storia editoriale
Elsa è la figlia di Ulysses Bloodstone, noto cacciatore di mostri, e la sorella di Cullen Bloodstone. È stata un membro dei Nextwave, che all'inizio veniva presentato come un gruppo anti-terrorismo composto da supereroi ed ex supereroi, ma in seguito venne rivelato che i loro datori di lavoro erano finanziati da un gruppo terroristico. Con il rilancio delle testate con All-New All-Different Marvel, il gruppo è rientrato nella continuity principale acquisendo maggiore spessore.
Elsa e la sua famiglia comparvero nei quattro numeri della mini serie Legione dei Mostri, che fu raccolta nel volume Bloodstone e la Legione dei Mostri. Nel 2012 appare nella testata Wolverine e in Avengers Arena in cui viene introdotto anche il fratello Cullen Bloodstone, intrappolato dal padre in una dimensione alternativa.
Nell'agosto 2013 Elsa si unisce a un gruppo di supereroi che viene nominato i Difensori Senza Paura formato da Valchiria, Misty Knight, Annabelle Riggs, Warrior Woman, Danielle Moonstar e Clea. Negli anni successivi fece parte dei Vendicatori del Dottor Destino nella serie Avengers World scritta da Nick Spencer, legata all'evento AXIS.
Durante Civil War II appare nel fumetto A-Force.
È stata uno dei personaggi principali nel crossover Monsters Unleashed uscito nel 2017 che raggruppava gli Avengers, i Champions, Moon Girl e Devil Dinosaur, i Guardiani della Galassia, gli Inumani, Kei Kawade, Leviathon Tide e gli X-Men.
Nella serie Damnation, Wong la convocò per diventare un membro dei Figli della Mezzanotte insieme a Blade, Dr. Voodoo, Ghost Rider, Iron Fist e l'Uomo Cosa, un team creato per contrastare i fenomeni paranormali.
Elsa tornò poi nella serie Jessica Jones di Kelly Thompson quale spalla della protagonista.

## Biografia del personaggio

### Bloodstone
Elsa vive nella casa di famiglia con la madre Elise e l'amico Adam, il mostro di Frakenstein. Qui stringe amicizia con Charles Barnabus, un vampiro avvocato e curatore della tenuta. Insieme a Dracula sconfiggono Nosferatu e il suo flagello dei vampiri.

### Marvel Monsters
Continuando il lavoro di cacciatore di mostri, Elsa diventa anche una blogger e crea l'enciclopedia e guida on-line dei mostri e delle creature aliene (pubblicata come Marvel Monsters: From the Files of Ulysses Bloodstone and the Monster Hunters).

### Nextwave
Elsa appare anche in Nextwave, serie che in principio non fa parte della continuity e che racconta le avventure dei turisti venuti da Terra-A. In seguito, in Civil War: Damage Report viene citata una parte delle storie del team, confermandolo quindi nella continuity, mentre un'altra parte viene definita come possibili deliri portati dall'uso costante di droghe, condizionamenti mentali e inganni da parte dei datori di lavoro della H.A.T.E.. Questo stato delirante potrebbe anche spiegare i suoi "ricordi" di essere stata regolarmente sottoposta a un addestramento abusivo di caccia ai mostri da parte di suo padre o l'essere stata lasciata sola durante l'infanzia con una tata robotica programmata per torturarla ogni volta che non era in grado di rispondere a una domanda riguardante i mostri, o essere costretta da suo padre a uccidere mostri, da bambina, armata solo di semplici posate.
Subito dopo Elsa viene reclutata da Dirk Anger della H.A.T.E. e sospende gli studi universitari per combattere le Armi Insolite di Distruzione di Massa (UWMD) al fianco di Monica Rambeau, Tabitha Smith, Aaron Stack e Il Capitano. Poco dopo scoprono che la H.A.T.E. è finanziata dalla Beyond Corporation, che è in realtà un'organizzazione terroristica. Rubano così alcuni documenti della Beyond e viaggiano attraverso il paese riuscendo facilmente ad identificare e distruggere le UWMD nascoste che includevano Fin Fang Foom, il Senza-mente e Forbush Man.
Subisce però soprusi da parte dei membri del suo team, come quando Tabitha si riferisce alle sue origini europee e al suo accento (indicato anche nella Nextwave Theme Song come la sua caratteristica principale) e costantemente molestata da Aaron Stack, attratto dal suo grande petto.

### L'Iniziativa
Di recente Elsa prende parte all'Iniziativa dei 50 Stati portata avanti da Iron Man essendo una dei 142 registrata in seguito all'attuazione dell'Atto di Registrazione dei SUpereori. Ritorna così la cacciatrice di mostri ancora più sfacciata di com'era durante Nextwave e giura solennemente di non voler crescere mai figli da sola, poiché sente la responsabilità dell'essere una Bloodstone in modo troppo pesante per essere costretta a farla ricadere su un altro essere vivente. Così, sceglie di porre fine alla sua eredità una volta per tutte, completando il compito di liberare l'umanità dai mostri prima di morire (nella saga Legione dei Mostri)

### Marvel NOW!
Durante l'evento Marvel NOW!, Elsa fa l'insegnante presso la Braddock Academy (l'equivalente della Avengers Academy) dove invita anche il fratello Cullen a partecipare.
Viene anche coinvolta nei Thunderbolts, quando il Punitore rubò alcuni suoi artefatti magici per combattere Ghost Rider e poi quando la squadra ebbe bisogno di assistenza magica da parte sua e di W.A.N.D. (Wizardry Alchemy Necromancy Department) per combattere Dottor Strange.
Finisce così per essere reclutata dai Difensori Senza Paura.

### Avengers sotto copertura
Durante Avengers Undercover fa visita a Cullen nel centro di detenzione dello S.H.I.E.L.D. litigando dopo che Hazmat ha apparentemente ucciso Arcade.

### Battleword e AXIS
Negli eventi delle saghe Battleword e AXIS, Elsa Bloodstone è tra gli eroi reclutati da Dottor Destino per unirsi alla sua squadra di Vendicatori con il compito di proteggere i cittadini innocenti di Latveria, che non avevano nulla a che fare con gli ultimi problemi del loro dispotico monarca.

### Civil War II
Durante Civil War II, Elsa sta difendendo la città di Ouray, in Colorado, da un'infezione che trasforma la popolazione in uno sciame di insetti giganti. Qui diventa amica di Nico Minoru, che sta scappando da Captain Marvel a causa di una predizione del futuro in cui le ucciderà una donna innocente di nome Alice, e le suggerisce di incontrare il suo contatto , Janine, che sta ospitando i sopravvissuti ed è alla ricerca della figlia scomparsa di nome Alice. Arrivate sul posto, Captain Marvel, Medusa, Dazzler e la Singolarità discutono se arrestare o meno Nico e decidono così di dividersi in 2 team: uno alla ricerca di Alice e uno che protegga i civili. Elsa, Nico e Captain Marvel alla ricerca della bambina, vengono attaccate da un insetto gigante che infetta la Bloodstone. Nico capisce che l'insetto in realtà è proprio Alice che le chiede di ucciderla prima che faccia del male ed infetti altre persone, ma quando Minoru rifiuta, Elsa minaccia di uccidere Capitan Marvel se non lo fa. Nel frattempo Medusa, la Singolarità e un'infetta Dazzler sono inseguite dagli insetti giganti e si ritrovano con le altre proprio mentre la cacciatrice di mostri infetta Carol. La situazione precipita quando Dazzler infetta Medusa e Nico lancia un incantesimo per ritrasformare Alice in un essere umano, ma non riesce a curare il resto della popolazione. Alice spiega che deve essere uccisa e Minoru lancia con riluttanza un incantesimo di morte su Alice che trasforma gli infetti in umani. Alice quindi riemerge nella sua forma finale dicendo alla A-Force che non è più una minaccia in quanto ora ha un maggiore controllo dei suoi poteri. Si scopre così che proprio la ragazza era la causa dell'infezione.

### Mostri scatenati
Nella saga Monsters Unleashed, Elsa è in Perù dove trova una profezia che racconta del Re dei Mostri che tutti i mostri temono. Scopre poi che un bambino di nome Kei Kawade è in qualche modo responsabile dell'invasione e gli fa visita. Elsa porta quindi Kei dagli Inumani per esaminare le sue abilità. Quando arriva un'altra ondata di mostri, Elsa e altri eroi proteggono Kei dai mostri che attaccano il Triskelion, una base dello S.H.I.E.L.D. al largo della costa di New York.

### Monster Island
Qualche tempo dopo, durante una caccia ai mostri a Praga, Elsa si imbatté in una Bestia Ossea e viene infettata dalla bestia, facendo sì che Elsa iniziasse lentamente a morire.
Più tardi, Blaylock contattò Elsa per uccidere il nuovo Re dei Mostri di Staten Island e costringere tutti i mostri a uscire da lì anche per trovare una cura alla sua situazione. Ma lei rifiutò il lavoro, costringendolo ad assumere invece Deadpool. Nonostante il suo rifiuto iniziale, Elsa alla fine riconsiderò l'offerta e cercò di uccidere il re, ma Deadpool aveva già ucciso la creatura e diventato il nuovo monarca, all'insaputa di tutti, in conformità con una vecchia legge sui mostri.
Quando Deadpool venne attaccato da Kraven il Cacciatore ed era sopraffatto, la Bloodstone lo sparò con un proiettile speciale che portò Wade temporaneamente nella dimensione della Bestia Ossea costringendo il cacciatore a scappare e dando tempo ai mostri e al suo Re di pensare ad una nuova strategia.
Elsa confessò a Deadpool che credeva che potesse diventare un buon Re e, dopo alcune resistenze iniziali dalla parte di Wade, Elsa iniziò persino ad assisterlo durante il suo regno confessandogli che era stata infettata e non sapeva quanto di preciso le fosse rimasto da vivere. Così Wade la portò in Groenlandia per combattere la Bestia Ossea e trovare un rimedio. Il mostro però aveva rapito dei bambini e il duo riuscì ad aprire un portale per arrivare direttamente della dimensione della regina delle Bestie Ossa che volle avere Deadpool come nuovo ospite. Questi si sentì tradito da Elsa, ma lottò per fuggire e salvare i bambini e quando lei crollò a causa della sua infezione, rimosse la pietra di sangue dalla sua mano e la mise su se stesso. Combatté la regina mentre Elsa portò i bambini attraverso il portale a casa e, una volta che erano tutti al sicuro, si fece esplodere. Preoccupata per Wade, Elsa tornò a cercare la sua testa staccata sul pavimento accanto alla sua pietra di sangue priva di infezioni. Dopo averlo ripreso, sparò un potente raggio dalla sua mano e sconfisse la regina una volta per tutte. Dopo questo, Elsa prese la testa di Deadpool per prendersi cura di lui mentre si rigenerava.

### Rivelazioni tra fratelli
Qualche tempo dopo gli eventi di Monster Island, Elsa tornò in Inghilterra, dove si riunì con suo fratello Cullen. Mentre stavano discutendo sullo stato della magione Bloodstone, la loro casa venne colpita da una meteora che si è frantumata in pezzi per rivelare una ragazza all'interno. La ragazza, che apparentemente era in stasi, si svegliò e rivelò che era la loro sorella Lyra ed era stata gettata in parti sconosciute del cosmo dal loro padre millenni prima. Elsa e Cullen erano sospettosi all'inizio, ma alla fine accettarono Lyra in famiglia.

### Maledizione della Lama d'Ebano
Elsa cercò una nuova Pietra del Sangue per resuscitare suo padre, sperando che rivelasse la posizione dell'eredità della sua famiglia.  Dopo aver appreso che qualcuno stava usando una Bloodstone per lanciare magia oscura e uccidere accademici, Elsa ha iniziato a indagare. Gli indizi portarono Elsa al castello di Garrett, dove incontrò il Cavaliere Nero e il suo maggiordomo, Phillip. Dopo un breve combattimento, Jacks Chopra rivelò che gli omicidi riguardavano manufatti d'ebano rubati legati alla Lama d'Ebano. Guidati dal fantasma di Sir Percy di Scandia, identificarono Mordred come il colpevole. Elsa fuse la sua Pietra del Sangue con la Lama d'Ebano per rintracciare Mordred, inseguendolo nella terra di Listeneise con il Cavaliere Nero e Jacks. Trovarono Mordred che impugnava il pugnale d'ebano e lo scudo d'ebano e cercava il calice d'ebano. Mordred attaccò con Berretto Rosso, un Silfasangue che aveva una Pietra del Sangue nel suo cranio, che evocò gli Elementali Gore. Elsa sconfisse diversi Elementali prima di uccidere il Cavaliere Nero per impedirgli di soccombere alla follia di Listeneise. Dopo la sua resurrezione, il Cavaliere Nero e Jack rivendicarono il Calice mentre Mordred e Berretto Rosso fuggirono. Bere dal Calice d'Ebano diede al Cavaliere Nero una visione che rivelò la posizione di Mordred. Ha inseguito Mordred con Elsa e Jacks. Trovarono Mordred che brandiva la lama d'ebano e lo scudo. Mordred tolse la Pietra del Sangue dalla testa di Berretto Rosso e la offrì a Elsa per convincerla ad andarsene.  Scegliendo di non resuscitare suo padre, Elsa tornò per aiutare a sconfiggere Mordred, ora potenziato dalla Corona d'Ebano. Elsa distrusse Mordred, ma lui si rianimò. Jacks emerse come il nuovo Cavaliere Nero, brandendo la Lama d'Ebano. Dopo la sconfitta di Mordred, Elsa tornò al castello di Garrett con Jacks e Dane, dove Dane forgiò una nuova arma, l'Assedio d'Ebano. Elsa reclamò il Destriero Atomico e partì.

## Poteri, abilità ed equipaggiamento
Elsa ha forza, velocità, durata e resistenza sovrumane e un fattore di guarigione rigenerativa. Sembra possedere tutte le abilità appartenute al padre. Inoltre, ha dimostrato immunità ai morsi di vampiro (il suo sangue uccide i vampiri se consumato e il frammento originale di Bloodgem stesso è un anatema per i vampiri). Infatti nella serie Bloodstone, Elsa affermò di aver ereditato almeno parte del potere di Bloodgem geneticamente, ma è stato anche dimostrato che i suoi poteri di forza e invulnerabilità le furono conferiti dal frammento di Bloodgem che indossa su un girocollo. È anche un'esperta tiratrice e una praticante di arti marziali.
In A-Force n. 8-10, Elsa spara esplosioni di energia dalla sua mano destra, e afferma che suo padre le strappò la mano originale e la sostituì con una apparentemente magica. Questo potere non è mai stato utilizzato in precedenza e da allora non è stato più utilizzato.
Oltre alla Bloodgem sul un girocollo, utilizza anche una serie di artefatti raccolti da suo padre, tra gli altri anche una lampada che conteneva un genio che Ulysses aveva ridotto in schiavitù anni prima. Questo serve come sistema di allerta precoce, illuminandosi durante i periodi di crisi soprannaturale e trasportandolo a detta crisi. In Nextwave, porta una custodia per chitarra con una falsa copertina, contenente due Uzi e un fucile.

## Altre versioni

### Battleworld
Elsa è il comandante di soldati super potenti che presidiano un muro che tiene lontani gli zombi dalla civiltà. Un incidente di teletrasporto lascia Elsa lontana dalla sicurezza, braccata da zombie potenziati e con una strana ragazza umana che soprannomina Shuttup sotto la sua cura.

### Iron Man: viva Las Vegas
In una spedizione archeologica, Elsa e il suo team trovano la statua in pietra di Fin Fang Foom. Vende questa statua a Tony Stark per l'apertura del suo nuovo casinò solo per liberare il drago stesso dalla sua tomba di pietra.

### Marvel zombie
Elsa Bloodstone insieme agli altri membri di Nextwave appaiono "in un cameo" nel terzo numero di Marvel Zombies vs. The Army of Darkness per salvare Ash dai Power Pack zombificati, prima di scomparire improvvisamente pochi istanti dopo.

## Altri media

### Televisione
Elsa Bloodstone appare nel MCU nello speciale televisivo Licantropus (2022) trasmesso sulla piattaforma streaming Disney+, interpretata dall'attrice nordirlandese Laura Donnelly.

### Videogiochi
Elsa Bloodstone appare in:
- Marvel: Avengers Alliance
- Marvel Puzzle Quest
- Marvel: Sfida dei Campioni
- Marvel Future Fight
- Marvel Avengers Academy
- Marvel Strike Force
- Marvel: La Grande Alleanza 3: L'Ordine Nero